# Станевич, Витольд
 Ви́тольд Стане́вич (пол.  Witold Staniewicz ; 16 сентября 1887, Вильно — 14 июня 1966, Познань) — польский экономист и государственный деятель, профессор Львовской Политехники, Университета Стефана Батория, Университета имени Адама Мицкевича в Познани; ректор Университета Стефана Батория (1933—1936).

## Биография
Гимназию окончил в Вильно с серебряной медалью. Учился в Ягеллонском университете в Кракове и в Мюнхенском политехникуме . В 1913 году вернулся в Вильно и вёл хозяйство в семейном поместье в Трокском уезде. В 1922 году был делегатом Виленского сейма.
После Майского переворота с 20 июня 1926 года до 4 декабря 1930 года был министр сельскохозяйственных реформ в восьми кабинетах министров. Был также делегатом Сейма.
До 1931 года был профессором Львовской Политехники, в 1931—1939 годах — профессором Университета Стефана Батория (ректор в 1933—1936 годах).
C 1946 года профессор Университета имени Адама Мицкевича в Познани, позднее Высшей школы сельского хозяйства в Познани. Сын Рейстут Станевич (1929—2011) был историком.

## Научная деятельность
В 1911 году получил степень доктора биологических наук за работу „Badania doświadczalne nad trawieniem tłuszczu u wymoczków“, написанную под руководством Михала Седлецкого. Автор работ по экономике сельского хозяйства и аграрной политике.

### Основные труды
- Witold Staniewicz. Deflacja polska w latach 1929–1936 (пол.) / Wstęp i oprac. Kazimierz Badziak i Małgorzata Łapa. — Łódź: Ibidem, 2003. — ISBN 83-88679-35-X.